# Edgar Koetz

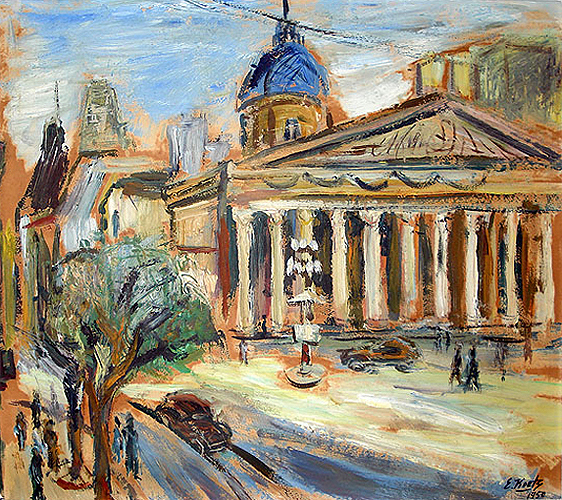
Edgar Koetz: Catedral de Buenos Aires, óleo sobre lienzo, 1950. Museo de Arte Ado Malagoli de Rio Grande do Sul, Porto Alegre, Brasil.

Edgar Koetz (Porto Alegre, 6 de agosto de 1914 - Porto Alegre, 28 de febrero de 1969) fue un dibujante, grabador, pintor y profesor brasileño.
Se inicia muy joven en el dibujo e ingresa como principiante de litógrafo en la Livraria do Globo donde trabaja bajo la dirección de Ernst Zeuner. Ilustra varias tapas de la Revista do Globo que lo hacen famoso. En 1945 deja la Livraria y se muda a Buenos Aires donde recibió el premio de la Cámara Argentina del Libro. Regresó a Brasil en 1950 y se muda a São Paulo para trabajar en el periódico Última Hora y en distintas obras. Con la dictadura militar tuvo que regresar a Porto Alegre en 1964.